# Spencer Cox

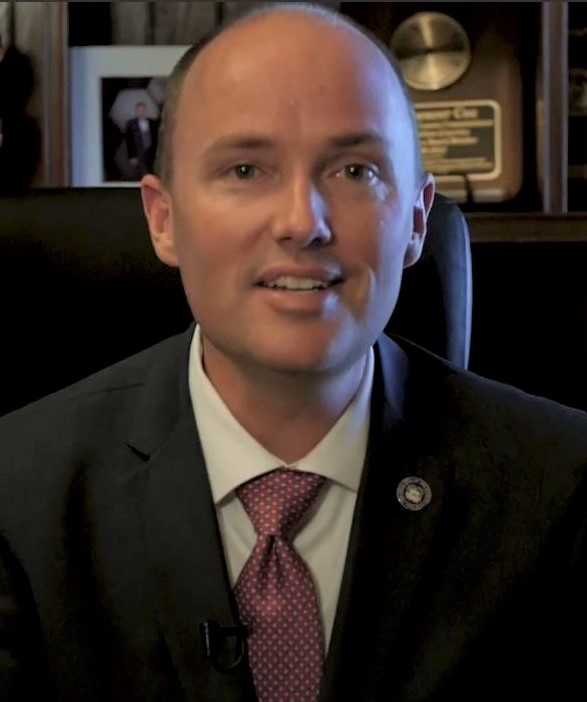
Spencer Cox, 2010

Spencer J. Cox (* 11. Juli 1975 in Fairview, Sanpete County, Utah) ist ein US-amerikanischer Politiker. Von 2013 bis 2021 war er Vizegouverneur des Bundesstaates Utah. 2020 wurde er zum Gouverneur von Utah gewählt. Er trat sein Amt am 4. Januar 2021 an.

## Werdegang
Spencer Cox absolvierte die North Sanpete High School, das Snow College und die Utah State University. Nach einem anschließenden Jurastudium an der Washington and Lee University in Lexington (Virginia) und seiner Zulassung als Rechtsanwalt begann er in diesem Beruf zu arbeiten. Außerdem wurde er in der Telekommunikationsbranche tätig. Dabei wurde er Vizepräsident der Firma CentraCom. Er gehört der Kirche Jesu Christi der Heiligen der Letzten Tage an.

## Politik
Cox schloss sich der Republikanischen Partei an. Er war Gemeinderat und Bürgermeister in Fairview und Mitglied im Bezirksrat des Sanpete County. Zwischen Januar und Oktober 2013 saß er als Abgeordneter im Repräsentantenhaus von Utah. Nach dem Rücktritt von Vizegouverneur Greg Bell wurde  er von Gouverneur Gary R. Herbert zu dessen Nachfolger ernannt. Dieses Amt bekleidete er seit dem 16. Oktober 2013. Dabei war er Stellvertreter des Gouverneurs. Außerdem übte er faktisch das in den meisten anderen Bundesstaaten existierende Amt des Secretary of State aus, das es in Utah nicht gibt und dessen Funktionen dem Vizegouverneur obliegen. Bei den Wahlen am 8. November 2016 wurden sowohl Herbert als auch Cox in ihren jeweiligen Ämtern bestätigt.
Da Herbert in der Wahl 2020 nicht wieder antrat, kandidierte Cox gegen den demokratischen Kandidaten Chris Peterson. Er wurde mit 63 %  der Stimmen zum Gouverneur gewählt. Seine Amtszeit begann am 4. Januar 2021 und endet 2025.